# Église Saint-Laurent de Saint-Martin-du-Mont
Pour les articles homonymes, voir Église Saint-Laurent.
L'église Saint-Laurent de Saint-Martin-du-Mont est une église située à  Saint-Martin-du-Mont, dans l’Ain. 
Elle est dédiée à Saint Laurent.

## Histoire
Elle est construite en 1853 par l'architecte Louis Dupasquier sur l'emplacement de l'ancienne église. Le clocher est quant à lui terminé en 1857.

## Description